# Noussy
Noussy est une subdivision administrative de la Guinée, sous-préfecture de la préfecture de Labé situé au Sud, chef de lieu de trouve à Labé.

## Population
En 2016, la localité comptait 14 681 habitants.